# Fontenay-Mauvoisin
Fontenay-Mauvoisin là một xã của Pháp, nằm ở tỉnh Yvelines trong vùng Île-de-France. Đây là một xã nông nghiệp ngay chính nam của Cộng đồng các đô thị Mantes-en-Yvelines. 
Các xã giáp ranh gồm: Soindres về phía đông nam, Favrieux về phía nam, Perdreauville về phía tây, Jouy-Mauvoisin về phía bắc và Buchelay về phía đông bắc.

## Biến động dân số
| 1793 | 1800 | 1806 | 1821 | 1831 | 1836 | 1841 | 1846 | 1851 |
| ---- | ---- | ---- | ---- | ---- | ---- | ---- | ---- | ---- |
| 205  | 188  | 188  | 194  | 174  | 186  | 182  | 193  | 211  |

| 1856 | 1861 | 1866 | 1872 | 1876 | 1881 | 1886 | 1891 | 1896 |
| ---- | ---- | ---- | ---- | ---- | ---- | ---- | ---- | ---- |
| 217  | 221  | 216  | 192  | 181  | 180  | 179  | 178  | 175  |

| 1901 | 1906 | 1911 | 1921 | 1926 | 1931 | 1936 | 1946 | 1954 |
| ---- | ---- | ---- | ---- | ---- | ---- | ---- | ---- | ---- |
| 168  | 152  | 160  | 134  | 133  | 133  | 115  | 120  | 133  |

| 1962                                         | 1968 | 1975 | 1982 | 1990 | 1999 | - | - | - |
| -------------------------------------------- | ---- | ---- | ---- | ---- | ---- | - | - | - |
| 151                                          | 136  | 167  | 198  | 260  | 302  | - | - | - |
| Số liệu kể từ 1962 : dân số không tính trùng |      |      |      |      |      |   |   |   |

## Hành chính
| Danh sách các thị trưởng               |           |                        |      |         |
| Giai đoạn                              | Giai đoạn | Tên                    | Đảng | Tư cách |
| mars 2008                              | 2014      | Marie-France Fix       |      |         |
| tháng 3 năm 2001                       | 2008      | Marie-Thérèse Lintanff |      |         |
| Tất cả các dữ liệu trước đây không rõ. |           |                        |      |         |